# Menišček
Menišček (znanstveno ime Periparus ater) je ptica pevka iz družine sinic (Paridae).
Je dokaj pogost prebivalec Evrope in Azije, med sinicami na Slovenskem pa je najmanjši. Zlahka ga spregledamo v jati drugih sinic, npr. velikih sinic in plavčkov, ko prileti na kmilnico, zagrabi seme in odleti z njim na bližnje drevo, kjer ga v kritju mirno poje, ali pa ga shrani za kasnejši čas.

## Telesne značilnost
Menišček, najmanjši predstavnik sinic, je dolg 10,5–12 cm z razponom kril 17–21 cm in okvirno težo 8-10 g. Ni tako barvit kot plavček, lahko pa ga zamenjamo z močvirsko ali gorsko sinico. Prepoznamo ga po beli lisi na tilniku, ki je še posebej vidna zaradi črno obarvane glave, belih licih in velikem podbradku črne barve. Rep je kratek in sive barve, na krilih pa ima dve izrazito beli progi.

## Gnezdenje
Gnezdi v duplih nizko pri tleh pa tudi v štorih, zidnih špranjah in celo v tleh v opuščenih rovih  malih sesalcev, kot so miši. Zelo pogosto zasede gnezdilnico, a le, če je nameščena med iglavci ali v živi meji. Velja pravilo, da premer vhodne luknje ne sme biti večju od 2,4 cm, ker jo drugače zasedejo sinice, večje od meniščka. Gnezdo je narejeno iz mahu, navadno pa je znotraj nastlano z dlako, v nasportju s plavčkom, ki gnezdo nastelje s perjem. Samica znese vanj od 7-10 belih jajc z rdečimi pegami. Vali 14-16 dni, mladiči, ki so gnezdomci in valjenci, pa poletijo po 16-20 dneh. Ima 2 zaroda v času od meseca aprila do maja.

## Življenjski prostor in navade
Habitat meniščka obsega večino Evrope in Azije ter severno Afriko. Biva v mešanih in iglastih gozdovih, pa tudi na vrtovih.
Zunaj gnezditvenega obdobja se meniščki pogosto pomešajo v jate z drugimi sinicami, ki iščejo hrano po gozdovih in vrtovih. Spomladi se par vrne v svoje gnezditveno območje, svoj prihod pa oznanja z glasnim pi-ču, pi-ču, med klici pa je tudi visoki ci-ci, ki je podoben kraljičkovemu. Poje zelo podobno veliki in gorski sinici, vendar s hitrejšim ritmom. Ravno tako kot pri veliki sinici poznamo tudi pri meniščku veliko variabilnost napevov.

### Prehrana
S svojimi dolgimi prsti se menišček spretno oprijemlje šopov iglic in storžev, ki s svojim tankim kljunom stika za žuželkami. Hrani se tudi z gosenicami in s pajki. Jeseni in pozimi so pomemben del njegove prehrane semena, ki jih lušči iz storžev. Zaloge si meniščki delajo predvsem jeseni, ko jih pogosto vidimo ob krmilnicah, kjer se hranijo z orehovimi jedrci, semeni in lojem, vendar je njihovo število odvisno od razpoložljive hrane. Svojo majhnost spretno izkorišča, ko išče hrano na najtanjših vejicah na koncu drevesnih vej.